# District de Kaakkuri
Le district de Kaakkuri (en finnois : Kaakkurin suuralue) est un district  de la ville d'Oulu en Finlande. 

## Description
Le district a 15 099 habitants (31.12.2018)
 
et 1 595 emplois (31.12.2009)
.